# Revolution (canción de Nervo)
«Revolution» es una canción coproducida por los disc jockeys y productores holandeses R3hab y Ummet Ozcan junto al dúo femenino australiano NERVO. Inicialmente se lanzó su versión instrumental el 25 de noviembre de 2013. Posteriormente su versión vocal fue lanzada el 20 de enero de 2014, siempre por el sello Spinnin' Records. En el Reino Unido tuvo su lanzamiento el 1 de junio de 2014 en formato digital con versiones remezcladas. Llegó a ocupar el número 37 del UK Singles Chart.
El 17 de diciembre de 2013 se estrenó su video musical bajo la dirección de Jaakko Manninen & Hannu Aukia y la producción de Sophie McNeil.

## Lista de canciones
| Descarga digital (Instrumental) |                                 |          |  |
| N.º                             | Título                          | Duración |  |
| 1.                              | «Revolution» (Instrumental Mix) | 4:03     |  |

| Descarga digital (Vocal mixes) |                           |          |  |
| N.º                            | Título                    | Duración |  |
| 1.                             | «Revolution» (Vocal Mix)  | 5:03     |  |
| 2.                             | «Revolution» (Radio edit) | 3:23     |  |

| Reino Unido – Descarga digital (Remixes) |                                     |          |  |
| N.º                                      | Título                              | Duración |  |
| 1.                                       | «Revolution» (Chocolate Puma Remix) | 6:09     |  |
| 2.                                       | «Revolution» (ShockOne Remix)       | 4:12     |  |
| 3.                                       | «Revolution» (Show N Prove Remix)   | 3:14     |  |
| 4.                                       | «Revolution» (Sunship Remix)        | 5:57     |  |

| Estados Unidos – Descarga digital (Remixes) |                                     |          |  |
| N.º                                         | Título                              | Duración |  |
| 1.                                          | «Revolution» (Audien Remix)         | 4:26     |  |
| 2.                                          | «Revolution» (Chocolate Puma Remix) | 6:09     |  |
| 3.                                          | «Revolution» (A cappella)           | 3:09     |  |

## Posicionamiento en listas
| Lista (2014)                                | Mejor posición |
| ------------------------------------------- | -------------- |
| Bélgica (Flandes) (Ultratip Bubbling Under) | 26             |
| Estados Unidos (Dance/Electronic Songs)     | 31             |
| Irlanda (IRMA)                              | 67             |
| Reino Unido (UK Singles Chart)              | 37             |